# 永不止步：戴維·寇克斯的故事
是一部2007年美國喜劇電影，由杰克·卡斯丹執導，卡斯丹也和贾德·阿帕图共同擔任監製和編劇。主演是約翰·C·萊利、珍娜·費舍、提姆·麥道斯和克莉絲汀·薇格。本片获得第65届金球奖。

## 演員
- 約翰·C·萊利 飾 Dewey Cox
  - 寇諾·雷布（英语：Conner Rayburn） 飾 年輕的Dewey Cox
- 克莉絲汀·薇格 飾 Edith
- 雷蒙德·約翰·巴里 飾 Pa Cox
- 瑪果·麥汀達爾 飾 Ma Cox
- 珍娜·費雪 飾 Darlene
  - 安吉拉·科里（英语：Angela Correa） 飾 Darlene的唱歌聲音
- 提姆·麥道斯（英语：Tim Meadows） 飾 Sam McPherson
- 克里斯·帕內爾 飾 Theo
- 麥特·貝瑟（英语：Matt Besser） 飾 Dave
- Chip Hormess 飾 Nate Cox
  - 喬納·希爾 飾 年長的Nate（未掛名）
- 大衛·愛德華（英语：David "Honeyboy" Edwards） 飾 年老的藍調歌手
- Paul Bates 飾 夜總會經理
- 大衛·克倫荷茨 飾 Schwartzberg
- 克雷格·羅賓森 飾 Bobby Shad

## 外部連結
- 官方网站
- 互联网电影数据库（IMDb）上《Walk Hard: The Dewey Cox Story》的资料（英文）
- Box Office Mojo上《Walk Hard: The Dewey Cox Story》的資料（英文）
- 爛番茄上《Walk Hard: The Dewey Cox Story》的資料（英文）